# Группа экспертов
«Группа экспертов» (англ. A Panel of Experts) — картина, созданная американским художником Жаном-Мишелем Баския в 1982 году. Частично она представляет собой изображение кетфайта между двумя его любовницами — Сюзан Маллук и Мадонной.

## Предыстория
В 1981 году Жан-Мишель Баския начал встречаться с Сюзан Маллук, официанткой и начинающей художницей, с которой он познакомился в баре Night Birds в Ист-Виллидже на Манхэттене. Он переехал к ней, и она платила за квартиру, пока он занимался живописью. В том же году он перешёл от статуса уличного художника к художнику, чьи работы выставляются в галереях. В начале 1982 года Баския и Маллук переехали на чердак, выделенный им галеристкой Анниной Носей на Кросби-стрит в районе Сохо. Через несколько месяцев Маллук съехала оттуда. Они время от времени разрывали и снова возобновляли свои отношения вплоть до 1983 года.
В 1982 году Баския начал встречаться с Мадонной, тогда ещё многообещающей певицей, работавшей над своим дебютным альбомом Madonna. По словам Эда Стейнберга, снявшего видеоклип на её дебютный сингл Everybody, он организовал им встречу у него дома после того, как Мадонна заприметила Баскию в ночном клубе Lucky Strike. Ник Тейлор, бывший коллега Баскии по группе Gray утверждал, что познакомил их во время Retro Night в боулинге Bowlmor. Вскоре после их знакомства Мадонна переехала на чердак Баскии на Кросби-стрит. Они встречались до 1983 года. Однажды ночью, когда они были в ночном клубе The Roxy в районе Челси, Маллук заметила их и в ярости напала на Мадонну. Кроме того, она развела костёр из картин Баскии подле его чердака.

## Описание
«Группа экспертов» написана на натянутом холсте, который имеет конструкцию на основе ручной работы со связанными шпагатом деревянными кусочками. Баския написал несколько изображений, после чего частично закрасил их чёрным цветом. Таким образом, был сформирован сильный контраст, привлекающий внимание к тексту и изображениям.
В верхнем левом углу написано «VENUS», а внизу перечёркнута надпись «MADONNA©». Баския в своих картинах называл Сюзан Маллук «Венерой». Слова он зачёркивал с целью привлечь к ним больше внимания: «Я вычёркиваю слова, чтобы вы их больше видели; тот факт, что они зачёркнуты, заставляет вас хотеть их читать». Знак копирайта рядом с именем Мадонны может служить предсказанием Баскии о её грядущей славе. Так он говорил своему арт-дилеру Ларри Гагосяну, что «она станет самой большой поп-звездой в мире». Доля юмора присутствует в этой картине Баскии и выражается в кетфайте между Маллук и Мадонной, представленном в виде фигурок из палочек. По словам Маллук, Баския сказал ей, что она выиграла бой, поэтому он вычеркнул имя Мадонны, добавив, что она «избила её, как пуэрто-риканскую девушку».
В детстве Баския хотел стать карикатуристом, что нашло своё отражение и в «Группе экспертов», содержащей элементы, характерные для комиксов. Под изображением дерущихся находится фигура, похожая на супермена, с характерным для комиксов звукоподражательным словом KRAK. Фраза SATURDAY MORNING CARTOON («Мультфильм в субботу утром») написана в правом верхнем углу картины. Нижняя часть полотна содержит текст, относящийся к этим мультфильмам в субботу утром: SUGAR COATED CORN PUFFS («кукурузные слойки в сахаре»), MILK («молоко») и SUGAR («сахар»). На картине дважды изображена корона Баскии, мотив, часто встречающийся в его ранних работах.

## Выставки
«Группа экспертов» была написана для персональной выставки Баскии в нью-йоркской галерее Фан, прошедшей в ноябре 1982 года. Ныне это полотно является частью собрания Монреальского музея изящных искусств.
В 2016 году «Группа экспертов» выставлялась в Художественной галерее Ванкувера в рамках MashUp: The Birth of Modern Culture. С сентября 2017 года по январь 2018 года она демонстрировалась в лондонском Барбикан-центре в рамках выставки Basquiat: Boom for Real. Мадонна, которая присутствовала вместе с Баскией на открытии его выставки в галерее Фан в 1982 году, посетила Барбикан-центр и сфотографировалась на фоне этой картины в 2017 году.